# تسونغيانغ
تسونغيانغ (بالصينية: 枞阳县 )‏ هي محافظة في الصين، في جمهورية الصين الشعبية، تتبع تونغلينغ، تبلغ مساحتها 1,808 كيلومتر مربع، رمزها البريدي هو 246700.

## التقسيمات الإدارية
- Chenyaohu Town  [لغات أخرى]‏
- Qilin, Anhui [الإنجليزية]‏
- Zongyang ‏.